# 서열 (생물학)
서열(序列, 영어: sequence)은 생물학에서 생체고분자 내에 공유결합으로 연결되어 있는 단량체들의 1차원적 순서이다. 생물학적 거대 분자의 1차 구조라고도 한다. 다른 많은 분자들을 지칭할 수 있지만 서열이라는 용어는 DNA 서열을 지칭하는 데 가장 자주 사용된다.

## 같이 보기
- 단백질 서열
- DNA 서열
- 유전자형
- 자가불화합성
- 인간 게놈 프로젝트
- 도트 플롯 (생물정보학)
- 다중 결찰 의존적 프로브 증폭
- 서열 분석